# Papia de sociis et nomine latino
La lex Papia de sociis et nomine latino va ser una llei romana aprovada poc abans de la guerra social (91-89 aC). Tant emigraven els llatins i italians a Roma que abandonaven els camps i despoblaven les ciutats i aquestes no podien aportar els contingents acordats de soldats; es van fer diverses lleis per obligar els emigrants a tornar als seus pobles. Aquesta llei permetia a les ciutats reclamar als seus residents emigrants, com a fugitius i desertors. Va ser probablement anterior a la llei Licinia Mucia, que establia un examen estricte de la ciutadania i privava de drets civils als que no en feien bon us. Alguns autors pensen que era la mateixa que la lex Papia de peregrinis.